# クリプト・オブ・ネクロダンサー
『クリプト・オブ・ネクロダンサー』（原題：Crypt of the NecroDancer）は、カナダの独立系開発会社Brace Yourself Gamesが開発したローグライク・リズムゲームソフト。iOS版は『クリプト・オブ・ネクロダンサー ポケットエディション』の表記を用いることもある。
オリジナルのSteam版は2015年4月23日から配信され、その後、新要素を追加した家庭用ゲーム機版が制作された。日本ではPlayStation 4、PlayStation Vita、iOS、Nintendo Switch版がスパイク・チュンソフトより、Xbox One版がBrace Yourself Gamesより発売されている。

## 概要
2D見下ろし型のローグライクゲームにリズムアクションゲームの要素が追加されているのが大きな特徴。一般的なローグライクゲームではプレイヤーのターンと敵のターンが交互に来るが、本作では敵味方関係なくBGMの1ビートで1ターンが強制的に経過する。そのため、たとえプレイヤーが行動しなくても敵は次々に行動する。
また、画面下には「ビートバー」があり、左右から中央の心臓のマークに「ビート」が流れてくる。心臓に「ビート」が重なる瞬間に行動すると、コインボーナスが上昇し入手できるコインが増える。ショップではコインを使って各種アイテムを購入できるため、リズムに合わせることで有利にゲームを進められる。コインとは別にダイヤもあり、こちらは死んでもリスタートしない限り無くならない。ロビーに戻ってNPCに支払うことで初期ハート増加のアンロックやボス戦の練習など様々な特典を得られる。
主人公のキャラクターグラフィックは変更可能で、家庭用では『風来のシレン』、『ダンガンロンパ』、『喧嘩番長』シリーズの登場キャラクターの「シレン」や「モノクマ」など11種類に変更できるほか「ダンガンロンパ」シリーズの音楽も使用される。さらに家庭用版はアーケードゲーム『グルーヴコースター』（タイトー）とのコラボレーションにより、同ゲームの楽曲16曲と、アバター「リンカ」「GC CRAB」が追加された。また、Steam版でも2017年8月23日より『ダンガンロンパ』とのコラボレーションが行われ、同シリーズとのバンドルパックも配信された。
2019年6月14日には任天堂のゲームソフト『ゼルダの伝説』シリーズとのクロスオーバー作品となるNintendo Switch用ソフト『ケイデンス・オブ・ハイラル: クリプト・オブ・ネクロダンサー feat. ゼルダの伝説』が発売された。

## 登場人物

### プレイヤーキャラクター
プレイヤーキャラクターのケイデンス、メロディ、アリアはZoneをクリアする度にストーリームービーが再生される。
ケイデンス一家
ケイデンス(Cadence)
本作の主人公。父であるドリアンを捜すためにモンスターの生息するダンジョンに挑戦する。
メロディ(Melody)
ケイデンスの母。ゴールデンリュートの音色で蘇り、常にゴールデンリュートを弾いている。
アリア(Aria)
ケイデンスの祖母で、メロディの母。怪物へと変化したゴールデンリュートと戦うことになる。
ドリアン(Dorian)
ケイデンスの父。ネクロダンサーに操られ、ボスキャラクター「Dead Ringer」としてケイデンスと戦うことになる。
イーライ(Eli)
ケイデンスのおじで、ドリアンの兄弟。かつて失った右手に義手ではなくシャベルを着けている。

## 開発
ゲームデザイナーのRyan Clarkは『スペランキー』というゲームに影響を受けたと語っている。プレイヤーの技術が反映され、運の影響が少ないローグライクゲームを作りたいという考えから短いターン制ゲームを作ってテストプレイをしたところ、リズムゲームのような動きをしたため、今度はBGMをマイケル・ジャクソンの『スリラー』に変更した結果より面白くなったため本作の原点だったという。
また、PS4/PS Vita版をスパイク・チュンソフトから発売することになった理由として、Ryanが『風来のシレン』のファンだからと語っている。
ちなみに2015年開催の『BitSummit 2015』で出展されたSteam版では、床に設置するタイプのリズムパッドがコントローラとして使用できる仕様だった。

### 音楽
本作のサウンドトラックはDanny Baranowskyが手掛けており、ゲームの進行に合わせてスピードやリズムが変化するように作られた。
本作には4つの追加サウンドトラックがあり、スーパースクウェアのアレックス・エスキベル（"A_Rival"）によるエレクトロニック・ダンス・ミュージックアレンジ、 "FamilyJules"の名で知られるユーチューバーJules Conroyによるヘヴィメタルアレンジ、virtの名で知られるゲーム音楽家ジェイク・カウフマンによる"フリースタイル・レトロ"、そして Girlfriend Recordsの所属ミュージシャン複数名によるシンセウェイヴアレンジがあてはまる。
また、DLCとして、OverClocked Remixによる追加サウンドトラックであるCrypt of the Necrodancer Amplifiedがあるほか、XBOne版にはChipzelことNiamh Houstonによるリミックス・サウンドトラックが追加された。
さらに、日本で発売された家庭用のサウンドトラックには、「ダンガンロンパ」シリーズの音楽も使用されているほか、コラボレーションとの一環として『グルーヴコースター』の楽曲16曲がサウンドトラックに追加されている。

## 反響
本作はSteamのアーリーアクセスタイトルの中で最多販売本数を記録するほどの好調な売り上げを見せ、Ryan Clark曰く、売り上げのうちの10%が日本のものだったという。